# ショーバト!
『ショーバト!』は、日本テレビ系列で2010年4月13日から9月21日まで毎週火曜日の23:58 - 翌0:29（JST）に放送されたバラエティ番組である。ハイビジョン制作。

## 概要
2010年1月9日22:00 - 23:24に放送されたスペシャル番組『芸能人!ヒットソングで爆笑SHOWバトル』が好評だったためレギュラー化された。
レギュラー放送終了後にも期末期首に特別番組『ロンブー&チュートの芸能人ヒットソングで爆笑ショーバトル!』が放送されていた。

## 内容

### カバー対決
過去現在のヒット曲を芸能人が「ロンブーチーム」「チュートチーム」に分かれ、対戦形式でカバーする。パフォーマンスの方法はロケ・スタジオを問わず、PV完コピやドラマ仕立て、替え歌、合いの手、イリュージョン、料理、アニメ実写化、パラパラ漫画、生歌・生ダンス、本人とのコラボなど形式も自由である。ゲスト審査員が勝敗を決定し、敗者は相手が指定した罰ゲームを受ける。番組終盤の「ニューバト!」のコーナーでは、ゲストが新しいバトルを提案する。
プロデューサーの毛利忍によるとこのコーナーのコンセプトは「ガチ」である。すかした笑いを狙うと面白さが半減してしまう為、真剣にパフォーマンスをしてもらう。その真剣な姿が笑いを誘うというものである。

### ミニバト!
番組後半に放送されるコーナーで、若手芸人が音楽ネタを披露する。淳、亮、徳井、福田は1人1組ずつ指名し、ゲスト審査員は「アリバト」か「ナシバト」か判定する。ナシバトとなった時は「ケツバトくん」というマシーンに、指名した方が尻をバットで叩かれる。毛利プロデューサーによると、ここを勝ち抜けば本選に出場してPV制作をする権利を獲得できるというのがコーナーの趣旨であり、「『ショーバト!』的スター誕生企画」である。2010年8月4日の放送で、このコーナーの出演者の中から選抜された「ミニバトラーズ」が本選（カバー対決）に出演した。

## 司会
- ロンドンブーツ1号2号（田村淳・田村亮）
- チュートリアル（徳井義実・福田充徳）

進行は主に淳が担当する。
2010年1月9日放送の第1回特別番組のみ羽鳥慎一も司会に加わっていた。

## ゲスト

### レギュラー放送
※太字は勝者
| 回 | 放送日        | ゲスト審査員      | ロンブーチーム                        | チュートチーム               | ミニバト                                                          |
| -- | ------------- | ----------------- | ------------------------------------- | ---------------------------- | ----------------------------------------------------------------- |
| 1  | 2010年4月13日 | マリエ            | エハラマサヒロ                        | ミラクルひかる               | 三日月シュガー、広海・深海、Bコース、長江もみ                     |
| 2  | 2010年4月20日 | マリエ            | まえだまえだ                          | 中川家                       |                                                                   |
| 3  | 2010年4月27日 | 加藤夏希          | 友近、藤原一裕（ライセンス）          | 椿鬼奴                       |                                                                   |
| 4  | 2010年5月4日  | 安田美沙子        | Wコロン                               | ハライチ                     | 矢じるし、桜井ちひろ、ミヤ、高橋工房                              |
| 5  | 2010年5月11日 | 西山茉希          | ナイツ                                | イジリー岡田                 | シャンゼリーゼ、サボテンラッシュ、本多おさむ、長江もみ            |
| 6  | 2010年5月18日 | 小倉優子          | AKB48                                 | アジアン                     | マッキー、トリプルエンジョイ、友池さん、リップス（モエヤン）      |
| 7  | 2010年5月25日 | 小倉優子          | いとうあさこ                          | おかもとまり                 | まさむね、まぁこ、オバアチャン、タカダ・コーポレーション          |
| 8  | 2010年6月1日  | 西山茉希          | JOY                                   | ゆんころ                     | ロビンソン、リエ、サイクロンZ、アップルパイン                     |
| 9  | 2010年6月8日  | 里田まい          | ユージ                                | 椿鬼奴、もう中学生、加藤夏希 |                                                                   |
| 10 | 2010年6月15日 | 里田まい          | 神戸蘭子                              | 中尾明慶                     | よろこんで佐藤、井上マー、ラジークイーン、どてちんレンジャー      |
| 11 | 2010年6月22日 | 平山あや          | NON STYLE                             | Wエンジン                    | さわやか五郎、こばやしけん太、やさしい雨、ビーグル38              |
| 12 | 2010年6月29日 | 平山あや          | 加護亜依                              | ハリセンボン                 | 星野卓也、メカイノウエ、ジャングルボーボー、このみ                |
| 13 | 2010年7月6日  | 小森純            | なだぎ武                              | 加藤夏希、椿鬼奴、もう中学生 | さわやか五郎、こばやしけん太、青春ダーツ、ツーライス              |
| 14 | 2010年7月13日 | 安めぐみ          | 我が家                                | 香田晋                       | おくまん、ブレーメン関根、アーチ、まさむね                        |
| 15 | 2010年7月20日 | 安めぐみ          | アジアン、2丁拳銃                     | オリエンタルラジオ           | カトゥー直也、めんこい内村、オリエンタルラジオ藤森、ヲタルm(_ _)m |
| 16 | 2010年7月27日 | 小森純            | 渡辺直美                              | フォーリンラブ               | くじら、トリプルエンジョイ、神野まるみ、よろこんで佐藤            |
| 17 | 2010年8月3日  | 矢口真里          | オリエンタルラジオ藤森& あやまんJAPAN | 安めぐみ& ミニバトラーズ     | ザ・ゴリラバンド坂本、くじら、まさむね、東まり                    |
| 18 | 2010年8月10日 | 矢口真里          | 磯野貴理                              | 北陽                         | ビューティーメーカー、トリプルエンジョイ、慶、ジャングルボーボー  |
| 19 | 2010年8月17日 | 宇野実彩子（AAA） | カンニング竹山                        | トリンドル玲奈               | ダブルネーム、さわやか五郎、デスペラード、このみ×やさしい雨       |
| 20 | 2010年8月24日 | 宇野実彩子（AAA） | 狩野英孝                              | ザブングル                   | タイムマシーン3号、めんこい内村、梨沙帆、よろこんで佐藤           |
| 21 | 2010年8月31日 | 辻希美            | 麒麟                                  | 野性爆弾                     | さわやか五郎、神野まるみ                                          |
| 22 | 2010年9月7日  | 西川史子          | 鳥居みゆき                            | SDN48                        | キャッチャー寺本、ビーグル38、さわやか五郎、カラテカ入江          |
| 23 | 2010年9月14日 | 西川史子          | アンジャッシュ                        | ピース                       | めんこい内村、タイムマシーン3号、ダブルネーム、カトゥー直也       |
| 24 | 2010年9月21日 | 総集編            | 総集編                                | 総集編                       | 総集編                                                            |

### 特別番組
| 回数  | 放送日時                    | ゲスト審査員                                                              | 出演者 |
| ----- | --------------------------- | ------------------------------------------------------------------------- | --- |
| 第1回 | 2010年1月9日 22:00 - 23:24  | 関根勤、石原さとみ、大友康平、杉本彩、堀越のり                            | しずる、フルーツポンチ、オリエンタルラジオ、FUJIWARA、サバンナ、なだぎ武、椿鬼奴、AKB48、友近、後藤輝基（フットボールアワー）、松尾陽介（ザブングル）、ふかわりょう、スザンヌ、U字工事、森三中、上原美優、はるな愛、TKO、芋洗坂係長、まえだまえだ、さくらまや、サンドウィッチマン、有吉弘行、もう中学生 |
| 第2回 | 2010年9月27日 21:00 - 22:54 | 内藤大助、星野真里、渡部豪太、細川茂樹、辻希美                            | あやまんJAPAN、さくらまや、Wコロン、もう中学生、イジリー岡田、シルク、ユージ、オリエンタルラジオ、NON STYLE、サバンナ、加藤夏希、博多華丸・大吉、ピース、友近、麒麟、少年少女、COWCOW、森三中、ジャルジャル、しずる、松井絵里奈、柳原可奈子、椿鬼奴、河本準一（次長課長）、矢口真里、ハリセンボン、角田晃広（東京03）、香田晋 |
| 第3回 | 2011年1月8日 22:00 - 23:24  | トリンドル玲奈、大東俊介、細川茂樹、谷村奈南、長谷川穂積                  | JOY、SDN48、あやまんJAPAN、さくらまや、もう中学生、ユージ、オリエンタルラジオ、サバンナ、加藤夏希、ピース、友近、森三中、はんにゃ、しずる、松尾英里子、柳原可奈子、椿鬼奴、楽しんご、河本準一（次長課長）、ハリセンボン、西村和彦、里田まい |
| 第4回 | 2011年3月30日 19:00 - 20:54 | 細川茂樹、魔裟斗、ダンテ・カーヴァー、平山あや、南明奈                    | AMEMIYA、MAX、SDN48、あやまんJAPAN、はるな愛、もう中学生、ミッツ・マングローブ、モト冬樹、オリエンタルラジオ、佐久間一行、加藤夏希、平成ノブシコブシ、少年少女、山崎樹範、ジャルジャル、TKO、しずる、柳原可奈子、椿鬼奴、武田修宏、石川梨華、磯野貴理、ハリセンボン、菜々緒、角田晃広（東京03） |
| 第5回 | 2011年9月29日 19:00 - 20:54 | 細川茂樹、具志堅用高、田口淳之介（KAT-TUN）、平愛梨、きゃりーぱみゅぱみゅ | 東貴博、足立梨花、あやまんJAPAN、AKB48、SKE48、大久保佳代子（オアシズ）、オリエンタルラジオ、加藤夏希、金田哲（はんにゃ）、KABA.ちゃん、川越達也、クリス松村、さくらまや、佐々木健介、麒麟、少年少女、スザンヌ、椿鬼奴、日テレジェニック（中村知世、広瀬玲奈、中村葵、高嶋香帆、大矢真夕、広村美つ美）、ハライチ、ハリセンボン、はるな愛、福田萌、平成ノブシコブシ、北斗晶、MAX、水木一郎、ミッツ・マングローブ、もう中学生、森三中、野性爆弾、柳原可奈子                                    |
| 第6回 | 2012年4月2日 21:00 - 23:08  | 細川茂樹、北乃きい、大政絢、千葉雄大、本村健太郎                          | ハリセンボン 、ももいろクローバーZ、SKE48、金田哲（はんにゃ）、加藤夏希、椿鬼奴、もう中学生、大久保佳代子（オアシズ）、阿部磨有香（少年少女）、あやまんJAPAN、AMEMIYA、入江慎也、長田庄平（チョコレートプラネット）、オリエンタルラジオ、斉藤慎二（ジャングルポケット）、斎藤司（トレンディエンジェル）、坂本冬美、シルク、ツネ（2700）、ハライチ 、はるな愛、平成ノブシコブシ、MAX、ミッツ・マングローブ、森崎友紀、横山由依（AKB48）、パンチ浜崎（ザ・パンチ）、森三中、柳原可奈子、東貴博 |
| 第7回 | 2012年10月1日 21:00 - 22:48 | 細川茂樹、平愛梨、松坂桃李、ローラ、立石諒                                | 森三中、ハリセンボン、大久保佳代子（オアシズ）、柳原可奈子、西村知美、生稲晃子、新田恵利、渡辺美奈代、杉浦幸、オリエンタルラジオ、斉藤慎二（ジャングルポケット）、長田庄平（チョコレートプラネット）、向井慧・尾形貴弘（パンサー）、はるな愛、モト冬樹、斎藤司（トレンディエンジェル）、高橋洋子、AMEMIYA、加藤夏希、椿鬼奴、もう中学生、原幹恵、SKE48、金田哲（はんにゃ）、ゴールデンボンバー、2700、小島瑠璃子、麒麟、少年少女、鈴木福、平成ノブシコブシ、MAX、ミッツ・マングローブ        |
| 第8回 | 2013年4月4日 19:00 - 20:54  | 細川茂樹、白石美帆、福士蒼汰、平愛梨、内藤剛志                            | オリエンタルラジオ、郷ひろみ、エハラマサヒロ、MAX、ミッツ・マングローブ、武井壮、上重聡（日本テレビアナウンサー）、水卜麻美（日本テレビアナウンサー）、HKT48、デヴィ夫人、ももいろクローバーZ、山里亮太（南海キャンディーズ）、加藤夏希、椿鬼奴、もう中学生、LiLiCo、ふかわりょう、武蔵、TAKUYA、パンツェッタ・ジローラモ、黒田アーサー、マイケル富岡、アンガールズ、平成ノブシコブシ、柳沢慎吾                                                                                              |

## ネット局
| 放送対象地域   | 放送局                                  | 系列                                           | 放送曜日・時間      |
| -------------- | --------------------------------------- | ---------------------------------------------- | ------------------- |
| 関東広域圏     | 日本テレビ（NTV） 『ショーバト!』制作局 | 日本テレビ系列                                 | 火曜 23:58 - 翌0:29 |
| 北海道         | 札幌テレビ（STV）                       | 日本テレビ系列                                 | 火曜 23:58 - 翌0:29 |
| 青森県         | 青森放送（RAB）                         | 日本テレビ系列                                 | 火曜 23:58 - 翌0:29 |
| 岩手県         | テレビ岩手（TVI）                       | 日本テレビ系列                                 | 火曜 23:58 - 翌0:29 |
| 宮城県         | ミヤギテレビ（MMT）                     | 日本テレビ系列                                 | 火曜 23:58 - 翌0:29 |
| 秋田県         | 秋田放送（ABS）                         | 日本テレビ系列                                 | 火曜 23:58 - 翌0:29 |
| 山形県         | 山形放送（YBC）                         | 日本テレビ系列                                 | 火曜 23:58 - 翌0:29 |
| 福島県         | 福島中央テレビ（FCT）                   | 日本テレビ系列                                 | 火曜 23:58 - 翌0:29 |
| 山梨県         | 山梨放送（YBS）                         | 日本テレビ系列                                 | 火曜 23:58 - 翌0:29 |
| 新潟県         | テレビ新潟（TeNY）                      | 日本テレビ系列                                 | 火曜 23:58 - 翌0:29 |
| 長野県         | テレビ信州（TSB）                       | 日本テレビ系列                                 | 火曜 23:58 - 翌0:29 |
| 静岡県         | 静岡第一テレビ（SDT）                   | 日本テレビ系列                                 | 火曜 23:58 - 翌0:29 |
| 富山県         | 北日本放送（KNB）                       | 日本テレビ系列                                 | 火曜 23:58 - 翌0:29 |
| 石川県         | テレビ金沢（KTK）                       | 日本テレビ系列                                 | 火曜 23:58 - 翌0:29 |
| 福井県         | 福井放送（FBC）                         | 日本テレビ系列／テレビ朝日系列                 | 火曜 23:58 - 翌0:29 |
| 中京広域圏     | 中京テレビ（CTV）                       | 日本テレビ系列                                 | 火曜 23:58 - 翌0:29 |
| 近畿広域圏     | 読売テレビ（ytv）                       | 日本テレビ系列                                 | 火曜 23:58 - 翌0:29 |
| 鳥取県・島根県 | 日本海テレビ（NKT）                     | 日本テレビ系列                                 | 火曜 23:58 - 翌0:29 |
| 広島県         | 広島テレビ（HTV）                       | 日本テレビ系列                                 | 火曜 23:58 - 翌0:29 |
| 山口県         | 山口放送（KRY）                         | 日本テレビ系列                                 | 火曜 23:58 - 翌0:29 |
| 徳島県         | 四国放送（JRT）                         | 日本テレビ系列                                 | 火曜 23:58 - 翌0:29 |
| 香川県・岡山県 | 西日本放送（RNC）                       | 日本テレビ系列                                 | 火曜 23:58 - 翌0:29 |
| 愛媛県         | 南海放送（RNB）                         | 日本テレビ系列                                 | 火曜 23:58 - 翌0:29 |
| 高知県         | 高知放送（RKC）                         | 日本テレビ系列                                 | 火曜 23:58 - 翌0:29 |
| 福岡県         | 福岡放送（FBS）                         | 日本テレビ系列                                 | 火曜 23:58 - 翌0:29 |
| 長崎県         | 長崎国際テレビ（NIB）                   | 日本テレビ系列                                 | 火曜 23:58 - 翌0:29 |
| 熊本県         | くまもと県民テレビ（KKT）               | 日本テレビ系列                                 | 火曜 23:58 - 翌0:29 |
| 大分県         | テレビ大分（TOS）                       | 日本テレビ系列／フジテレビ系列                 | 火曜 23:58 - 翌0:29 |
| 宮崎県         | テレビ宮崎（UMK）                       | フジテレビ系列／日本テレビ系列／テレビ朝日系列 | 火曜 23:58 - 翌0:29 |
| 鹿児島県       | 鹿児島読売テレビ（KYT）                 | 日本テレビ系列                                 | 火曜 23:58 - 翌0:29 |

## スタッフ
- ナレーション：ラルフ鈴木
- 構成：町山広美、石塚祐介、大谷裕一、三田卓人
- TM：古川誠一
- SW：小林宏義
- CAM：吉田健治（一時期SW担当だった）
- MIX：大島康彦
- AUD：池田正義
- VE：田口徹
- 照明：井口弘一郎
- 美術：大川明子、山本澄子
- CG：イン・デザイン
- デザイン：道勧英樹
- モニター：ミジェット
- TK：山岸由佳
- 音効：今野直秀、鈴木信行
- 編集：ヌーベルバーグ
- 編成：渡瀬慶吾
- 営業：中山大輔
- 広報：明比雪
- AP：枝松治義、山本玲子
- デスク：冨重裕子
- ディレクター：小田玲奈、藤原耕治、平山建司、小田清仁、田中友洋、吉村正好、常盤俊郎、安田太地、藤本大介、齋藤聡
- 演出：徳永清孝
- プロデューサー：瀬戸口正克／佐々木俊勝、北詰由賀、村上早苗、小森節子
- ラインプロデューサー：毛利忍（以前はプロデューサー）
- チーフプロデューサー：面高直子
- 技術協力：NiTRo
- 美術協力：日テレアート
- 協力：第一興商
- 制作協力：THE WORKS、e company
- 製作著作：日本テレビ

### 過去のスタッフ
- 構成：勝谷弥生、成瀬正人
- CAM：水梨潤、福田伸一郎
- AUD：藤岡絵里子、山田値久、今野健
- VE：岡田直紀、斎藤孝行、石山実
- VTR：谷原春菜、茅野温子
- デザイン：平岡真穂
- 編集：オムニバス・ジャパン
- 編成：鯉渕友康、田中裕樹、土谷幸弘、稲垣眞一、池田潔美
- 編成企画：高谷和男、小野隆史
- 広報：高木明子、河本香織
- 営業：佐藤俊之、梶原美緒
- デスク：小林祐子
- AP：中谷徳秀
- ディレクター：宮本哲也、花輪和伯、小笠原豪、八島崇行、田中真之、村井伸一、大城浩一郎、小早川憲一、諏訪陽介、三上昭人
- プロデューサー：当麻康夫、田中栄次、天笠ひろ美、佐々木貴幸
- チーフプロデューサー：安岡喜郎
- スタッフ協力：Sp!ce Factory（特番第7回のみ）